# 帕皮尤伊拉里揚鄉
46°33′0″N 24°12′0″E / 46.55000°N 24.20000°E
帕皮尤伊拉里揚鄉（羅馬尼亞語：Comuna Papiu Ilarian, Mureș），是羅馬尼亞的鄉份，位於該國中部，由穆列什縣負責管轄，面積26平方公里，海拔高度345米，2007年人口999，人口密度每平方公里38人。